# Tangaroa
Tangaroa là một chi nhện trong họ Uloboridae.

## Hình ảnh

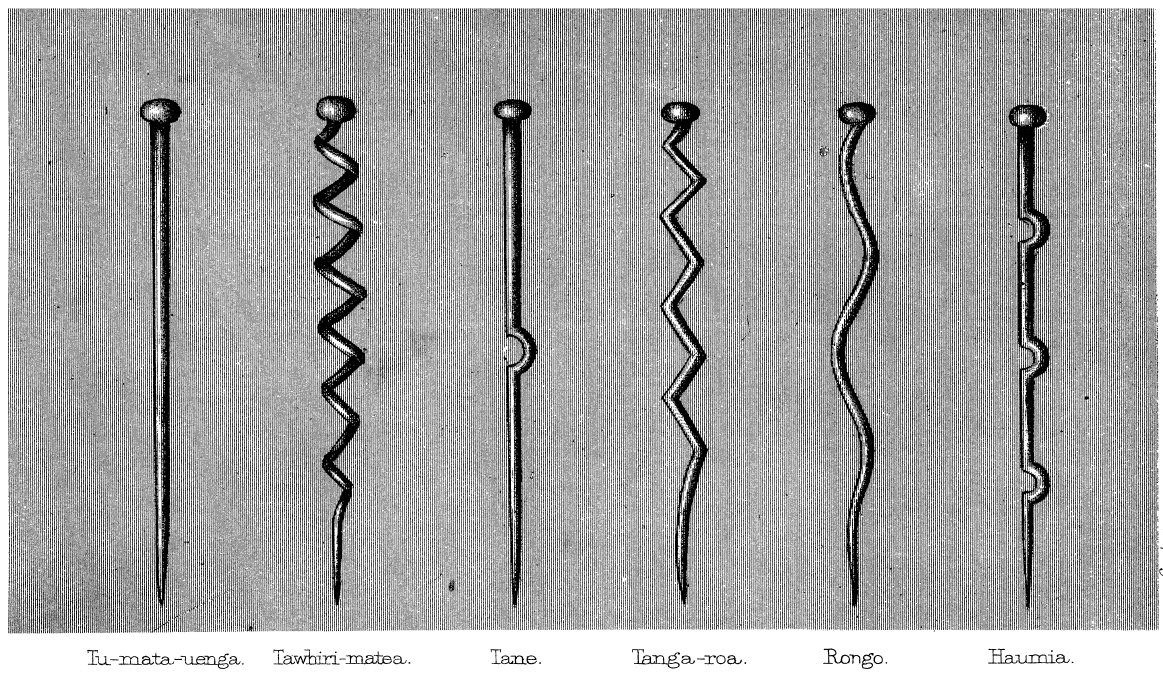

- Tập tin:British Museum - Wooden carving from Rarotonga 18th-19th century.jpg